# 5 월드 트레이드 센터
파이브 월드 트레이드 센터(Five World Trade Center) 혹은 130 리버티 스트리트(130 Liberty Street)는 미국 뉴욕주 뉴욕 시 맨해튼의 중심가 리버티 스트리트, 세계 무역 센터 자리에 계획 중인 마천루이다.

## 같이 보기
- 뉴욕의 마천루 목록